# Rombottens skans
Rombottens skans är ett fornminne av sannolikt medeltida ursprung. Anläggningen ligger norr om Värmskog i Grums kommun och består av kallmurade stenmurar om cirka 1-1,5 m bredd och varierande längd. Anläggningen täcker en yta om ca 350 x 350 meter. Anläggningen är kulturminnesmärkt. I huvudsak genom folklig tradition har anläggningen ansetts vara en tidigare försvarsanläggning, men denna teori har avfärdats och numer anses det vara lämningar av en medeltida gårdsanläggning.